# 折原ほのか
折原 ほのか（おりはら ほのか、1992年9月22日 - ）は、日本東京都出身のAV女優。オーブエンターテイメントに所属していた。2020年2月以降は「神無月 れな（かんなづき れな）」で活動中。アルヴィロッソ所属。

## 略歴
2012年「赤井 美月（あかい みつき）」の芸名でグラビアアイドルとして活動した後、2012年12月にE-BODY専属女優として、AVデビューした。所属事務所はRUSH。2014年の中頃を最後に新作の発売がなくなっていたが、2015年5月よりオーブエンターテイメントへ移籍し、「折原 ほのか」名義で活動を再開。2014年からは、無修正と通常（修正あり）のAVを併行して、リリースを続けた。同時期には別名義「萩原果歩」、「早乙女和華」でも出演していた。
2020年2月、「神無月 れな（かんなづき れな）」に改名、またオーブエンターテイメントよりアルヴィロッソへ移籍した。現在、主に「神無月 れな」（修正あり）と「折原 ほのか」（無修正）の名義で活動中。

## 人物
- 家族構成は、両親と兄と妹がいる。
- 趣味・特技は、音楽鑑賞・ダンス。
- 初体験は高校生の時、彼氏ができて普通にセックスした。
- 小学生の頃からおっぱいが大きくなり始めて、高校生になり計ってみるとHカップに成長したが、ずっと胸が大きい事を嫌っている。

## 出演作品

### 「赤井美月」名義

#### アダルトDVD【修正】
2012年
- 現役☆人気グラビアアイドル、AV解禁（12月13日、E-BODY）

2013年
- グラドルのメガマラSEX（1月13日、E-BODY）
- 制服とザーメン（2月13日、E-BODY）
- 美月の噴水 大量潮吹きエクスタシー（3月13日、E-BODY）
- 小さな少女の初パイパン（4月13日、E-BODY）
- おっぱいぶるんぶるん性交（5月13日、E-BODY）
- 潮吹き美少女戦隊 E-BODY（6月13日、E-BODY）
- アソコをこすると香る美月の匂いカード付き! ニオイでイクほど発情期（7月13日、E-BODY）
- 後ろめたいほどSEXは燃え上がる（8月13日、E-BODY）
- MOODYZ×E-BODYコラボSPECIAL スーパーボディ×ピタコス SPECIAL（9月13日、MOODYZ）
- 赤井美月 高画質10本番（9月13日、E-BODY）※総集編
- 原作・中華なると 淫猥学園コミック実写化!! 生徒会長 美月（10月13日、E-BODY）
- デビュー1年でこんな積極的になりました。（11月13日、E-BODY）
- 気持ちよすぎて失禁セックス 完全ノーカット（12月13日、E-BODY）

2014年
- パンストとお尻（1月13日、E-BODY）
- 真正ナマ中出し（2月13日、E-BODY）
- ヤリ部屋。 ひっきりなしに男が訪れるマンションの一室を終日覗き見る。（3月13日、E-BODY）
- 全裸爆乳ガイド付きバスツアー（4月13日、E-BODY）
- 実物大AV（5月13日、E-BODY）
- セックス島の美月 〜無人島に漂流、周りは全員男〜（6月13日、E-BODY）
- 記録的メガヒットの名作肉感コミック実写化! こんなに優しくされたの（7月1日、E-BODY）※AV OPEN 2014 エントリー作品
- 赤井美月のイカセ騎乗位（8月13日、E-BODY）
- 赤井美月24時間 パンティ入り限定パッケージ（9月13日、E-BODY）※総集編

2015年
- 赤井美月 全AV作品コンプリートBOX61本番 43時間スペシャル（9月13日、E-BODY）※総集編
- 爆乳女子校生中出し淫交（12月13日、RedCat）

#### アダルトDVD【無修正】
2014年
- キャットウォーク ポイズン 112 中出し降臨 解放された性欲 : 赤井美月（9月11日、メルシーボークー）
- 3D メルシーボークー 21 アイエキ！大噴水 : 赤井美月（11月13日、キャットウォーク）

#### イメージDVD
- Genuine（2010年11月16日、TWCC）
- TROUBLE GIRL（2011年1月4日、TWCC）
- TROUBLE IDOL 過激版（2011年3月29日、ホライズンコーポレーション）
- Super Cyclone（2011年6月16日、マーレーインターナショナル）
- Super Cyclone Ⅱ（2011年7月19日、マーレーインターナショナル）
- 初脱ぎ!（2012年5月25日、Air control）
- 「AV無理」（2012年10月1日、未満）
- Be NuDE…（2013年3月29日、STAR ANISE）

### 「折原ほのか」名義

#### アダルトDVD【修正】
2015年
- 鉄板デビュー（5月19日、TEPPAN）
- 新人Hカップ ボイン 折原ほのか ボックス 魅惑の円盤乳輪美少女（6月1日、ABC）
- 止まらない爆乳エンドレスセックス ボイン 折原ほのか ボックス 2（7月1日、ABC）
- ボイン大好き しょう太くんのHなイタズラ 折原ほのかの家庭教師編（7月2日、グローリークエスト）
- 揉みたい若妻デビュー（7月4日、光夜蝶）※「とあ」名義
- 熟性肉（7月4日、NON）
- 体調を崩した僕を介護してくれた優しい母の胸元から見えた下着で勃起してしまった僕の股間を母が見て「こっちは元気なのね?」とドキッとする笑顔で言われたので思わず「うん…」答えたら、大人のテクで僕のチ●ポをゆっくり弄び始めた件。（7月4日、NON）
- Hカップ爆乳美人ジョガー初めての野外SEX（7月10日、クリスタル映像）
- 目の前に止まった車の助手席にいる、すまし顔した女の胸があまりにも大きくて… 5（7月10日、DOC）
- 素人ナンパ持ち帰り!盗撮SEX横流し映像 7（7月10日、ナンパHEAVEN）
- 神奈川県由○ガ浜海水浴場隣接 ビキニ美女ばかりを狙う媚薬アロマエステ（7月21日、MAGIC）
- ランチタイムに高額バイト 忙しくてSEXご無沙汰!! 欲求不満の美人OL 「電マで絶頂アクメ体験してみませんか?」（7月24日、S級素人）
- 自宅で夫が見てない隙に痙攣するほど中出しセックス（8月1日、光夜蝶）
- 爆乳ガニ股レースクイーン（8月6日、グローリークエスト）
- Hカップ爆乳コスプレイヤー 発情中出し淫交撮影（8月7日、クリスタル映像）
- 折原ほのかの汗だく、種付け、ガチSEX（8月13日、HERO）
- 過激すぎるド素人娘 4時間スペシャル 27（8月14日、S級素人）
- 素人ナンパ!! とりあえず素股までが間違えてチ●ポがズボリッ!! Part.5（8月14日、S級素人）
- 犯りたいオンナと駆けこみオヤジ 02 ほのか（8月14日、ホイップ）
- 爆乳爆尻ソープ（8月14日、V&R PRODUCE）
- 「ナマで入っちゃった!」巨乳デリ嬢のオイル素股でチ●ポをマ●コに擦り付けてたら思わずフル勃起からの生挿入! 本番禁止のはずがナマ中出しまで許しちゃったドスケベ巨乳デリ嬢（8月20日、グローリークエスト）
- 撮影現場のカメラの前でおしっこをするAV女優（9月3日、グローリークエスト）
- ナマ姦不倫 12（9月4日、光夜蝶）
- 優しい姉が体調を崩して介抱するハズがあまりの色気に勃起してしまい、それを指摘する姉の目がトロ?ンとなり、さっきまで具合が悪かったバズなのに嬉しそうに僕を弄んでスッキリしていた件（9月4日、NON）
- 一般男女モニタリングAV 心優しい巨乳の姉と未だに童貞の弟がセックスの予行演習にチャレンジ! アソコ♥を擦り合わせるだけの素股セックスをできたら100万円!! 想定外に勃起したカチカチの弟チ○ポ! 恥じらいつつも男を感じ濡れちゃった 姉マ●コに勢い余ってヌルッと大挿入! 3 街で見かけた仲良し大学生 姉弟の筆おろし近親相姦!（9月10日、ディープス）
- BAZOOKAの最高級プレミアムソープランド（9月11日、BAZOOKA）
- 女のカラダは腰使いで決まる! 4時間 17（9月11日、BAZOOKA）
- 生中出し若妻ナンパ! 11（9月11日、S級素人）
- 都内某所の富裕層限定!! 若奥様達が足繁く通う高級アロマエステに盗撮カメラを仕掛けてみたらドエロいマッサージが日夜行われていた!!（9月11日、SCOOP）
- 高飛車でプライドが高い女の弱みを握り、自分でオマ●コを｢くぱぁ｣と広げさせる。SEX中も勝気な態度で感じていないフリで我慢し続ける!!抵抗できない、でも感じる訳にはいかない強がり女のプライドが崩壊!!（9月11日、SCOOP）
- Big Boobs Butt（9月28日、メディア総販ソレイル）
- セレブ人妻温泉旅行 悪徳オイルマッサージ 8（10月1日、変態紳士倶楽部）
- 夫に内緒で自宅に男たちを誘って汗ダク3Pで連続中出しをおねだりする背徳妻たち（10月2日、NON）
- スケベな兄妹がエッチなゲーム 一転知らずに 近親相姦 兄なら妹の裸当ててみて! 〜見て、触って、ハメて、お兄ちゃんはカラダのパーツだけで自分の妹がわかるかな?〜 年の近い兄妹限定オール巨乳妹スペシャル（10月8日、ディープス）
- Hcup 97cm マゾ乳 生中出し（10月25日、ゲインコーポレーション）
- 爆乳人妻レズビアン 〜濃密に交わり合う欲求不満な肉体〜（11月1日、Fitch）
- 汗だくむっちり巨乳メイド（11月19日、OPPAI）
- 部長の奥さんがエロすぎて…（12月1日、ヴィーナス）
- 折原ほのかの爆乳劇場 Hcup! 92cm（12月1日、プラネットプラス）
- 爆乳ノーブラ四姉妹と子作り一夫多妻生活（12月1日、Fitch）
- 撮影現場のカメラの前でおしっこをするAV女優 2（12月3日、グローリークエスト）
- デカ乳輪家 巨乳輪ハーレム近親相姦（12月10日、ROCKET）
- 俺の嫁 Boin Body（12月13日、HERO）
- JKおま●こおっぴろげWダンス（12月18日、OFFICE K'S）
- 折原ほのかBEST 美巨乳 美巨乳輪 Hカップ（12月19日、ABC）※総集編
- 乳のデカイ女を呼んでハメる!（12月25日、俺の素人）

2016年
- M男ちんぐりアナル舐め手コキ（1月1日、OFFICE K'S）
- ノーブラニットで乳首ポッチしちゃってる爆乳女は、生チ○ポを欲しがってる!?（1月1日、OFFICE K'S）
- TEPPAN未収録 滑らかで激しい極上手こき（1月1日、TEPPAN）
- ぷるるん!うるるん! おっぱいバレー（1月8日、BAZOOKA）
- はだかの家政婦（1月8日、プラネットプラス）
- お姉さんの巨尻が猥褻過ぎて秒殺で悩殺!!（1月10日、MARRION）
- デカ尻ご奉仕いいなりメイド（1月13日、MOODYZ）
- ベスポジでカメラにヌキサシ見せ過ぎる ズリネタ素材集 PART2（1月22日、REAL）
- 素人娘 初めての淫語手コキ（1月22日、虎堂）
- 自画撮り 素人娘のヘアヌードコレクション（1月22日、虎堂）
- 「夫に内緒で年に一度ハメ外し…」 巨乳人妻の不倫グループ中出し旅行（1月25日、本中）
- 【激カワ】「濡れやすいの…凄く…」男の勃起に興奮して、即セックスに応じるスケベ巨乳オンナたち。4時間 Vol.04（1月25日、ビッグモーカル）
- 超絶品BODY ドリーム大乱交 SPECIAL（2月1日、MOODYZ）
- 折原ほのか、まるっと4時間ほられっぱなし（2月5日、NON -no name-）
- 思わず●RECしたくなる着衣爆乳おっぱい9 ほのかさん（2月7日、unfinished）
- マンションの踊り場で泥酔お姉さんを発見!!仕方なく部屋に連れ帰りベッドに寝かすが…あまりにも無防備に爆睡している姿に「ダメだよなぁ~」と思いつつも、つい出来心が…（2月26日、UMANAMI）
- 摘発スレスレ!?法の網を掻い潜った移動型本サロの実態を追え!!90年代後半に埼●県高●SAに存在したというカーデリヘルの進化系が密かに暗躍しているという噂は本当なのか!?徹底SCOOP!!（2月26日、ケイ・エム・プロデュース）
- 素人マスク性欲処理マゾメス 15 (3月4日、クリスタル映像 / NITRO)
- ガチンコ全裸レズバトル4（3月5日、ソフト・オン・デマンド）
- グラマラスレズビアン (7月1日、虎堂)
- 着衣巨乳の女子社員と二人で残業中、この暑さの中なんとエアコンが故障!!あまりの灼熱地獄に上着を脱いだ彼女のブラウスは汗で透け透け!しかもなんとノーブラ!!ソソられ過ぎてフル勃起の僕の下半身はもう止まりません! (9月22日、SOSORU×GARCON)

2017年
- 会社で口数の少ない女上司と出張先でまさかの相部屋!気まず過ぎる空気の中、無理矢理お酒を勧めてみると…女上司は泥酔!すると普段と性格が180度変貌し、さらに浴衣から胸やお尻がまる見えに!そんな状況にソソられていると女上司から密着してきて… (3月18日、SOSORU×GARCON)
- はだかの奥様 (5月19日、KSB企画/エマニエル)
- ねっとり濃密デカ乳遊戯 (7月1日、プラネットプラス)
- 極上美人女将が淫らにもてなす温泉旅館 3 (7月21日、クリスタル映像/MADAM MANIAC)
- 30歳も年の離れた年上の男性と結婚した私…。収入も安定していて甘えさせてくれる夫には何の不満もありません…。でも…もう、すでに肉体関係はなく、私は常に欲求不満です。結婚して初めての温泉旅行。そこに泊まりに来ていた若い男性と目が合ってしまい、目を離せない…。(8月19日、ゴールデンタイム)
- 【VR】VR長尺 おっパブのハッスルタイムで暗くなった隙に全開のチャックからフル勃起チ○ポを出してパンツごとマ○コにめり込ませても強く拒否しないからこれはもしかしてチャンス？と思いこっそりズラし挿入したら周りにバレないよう必死に声を殺して感じまくり！ (12月6日、Hunter)
- フェラ抜きおしゃぶりアルバイト！いきなり口内発射しちゃいました！20連発スペシャル！！ (12月8日、OFFICE K’S)
- スライム媚薬風呂でネバネバ拘束 (12月21日、ROCKET)

2018年
- 「ウチの旦那とヤってくれない…？」友人に頼み旦那とSEXさせ、普段見た事のない夫の姿に興奮し抑えきれずに逆寝取らせ3PSEX！ (1月19日、プレステージ)
- 私達で試乗しませんか?巨乳カーディーラーの淫ら過ぎる営業 (4月13日、ケイ・エム・プロデュース)
- はだかの家政婦総集編6人4時間（5月1日、プラネットプラス）

#### アダルトDVD【無修正】
2016年
- 極上泡姫物語 Vol.34（1月22日、カリビアンコム）
- Z～爆乳天使と肉体交渉～（2月28日、HEYZO）
- マンコ図鑑 折原ほのか（3月4日、カリビアンコム）
- マジックミラーギロチン ～ゲスの極みお舐め～（3月4日、カリビアンコム）
- ミニスカ着用で中出し内定ゲットしました!?（4月17日、HEYZO）
- 働きウーマン〜白衣の爆乳ナース〜（5月7日、一本道）
- 恍惚 ～あたしのオマンコ掻き回してくんない～（7月5日、カリビアンコム）
- ときめき 〜やだこれ濡れちゃう〜〜（8月5日、一本道）
- OLの尻に埋もれたい Vol.7（8月17日、カリビアンコム）
- AV女優が1日限定で風俗嬢に～折原ほのかがご奉仕します！～（9月11日、HEYZO）
- THE 未公開 ～徹底ローアングルディルドオナニー2～（9月21日、カリビアンコム）
- メルシーボークー DV 44 中出し巨乳家政婦 : 折原ほのか（10月6日、メルシーボークー）
- AD誘惑物語（10月29日、一本道）
- アフター6～イヤらしすぎる肢体～（11月12日、HEYZO）
- メルシーボークー DV 45 本気すぎてエロすぎる濃厚中出し性交 : 折原ほのか（11月25日、メルシーボークー）

2017年
- はだかの履歴書 折原ほのか（3月11日、一本道）
- ダイナマイト 折原ほのか（11月15日、カリビアンコム プレミアム）
- 巨乳家庭教師の中出しレッスン！（12月10日、HEYZO）

2018年
- 続々生中～プルプル巨乳を鷲づかみ！～（2月11日、HEYZO）
- ワーキングおっぱい過失乳 ～ゴルフレッスン編～（2月24日、カリビアンコム プレミアム）
- 同窓会 ～最高の追憶挿入～（4月14日、カリビアンコム プレミアム）
- THE 未公開 ～恥じらいのお漏らし大作戦5～（5月10日、カリビアンコム）
- THE SIX SEX V　～本能むき出し！6人の女たち～（5月18日、カリビアンコムプレミアム）
- 女性配達員にお水をぶちまけてデカ乳がくっきり！（10月6日、カリビアンコム プレミアム）

2019年
- タイムファックバンディット 時間よ止まれ ～温泉旅館編～（8月14日、カリビアンコムプレミアム）
- 巨乳・爆乳娘と乱交中出し（9月28日、HEYZO）
- レズビアンソーププレイ（10月22日、一本道）
- 痴女と巨乳のハーレム病棟（12月24日、カリビアンコム）

2020年
- THE 未公開 ～三人の巨乳がいっぺんに伸し掛かる肉溺パイズリ～（1月30日、カリビアンコム）
- 巨乳で美人な女教師が裏でいけないバイトしていました（2月11日、HEYZO）
- 女性配達員にお水をぶちまけてデカ乳がくっきり！（2月18日、カリビアンコム）
- まんチラの誘惑 ～卑猥な乳輪をした友達のお母さん～（2月29日、一本道）
- エスカレートする女上司たち ～下着開発部は女の戦場～（4月26日、カリビアンコム）
- 欲しがり女の淫らな腰つき（5月30日、HEYZO）
- 折原ほのかの手コキッス（10月22日、HEYZO）
- おもてなし ～男をイカす女たち～（12月1日、一本道）

2021年
- 無いものねだりなレズカップル！男女問わずに仲良くヤリたい！（1月24日、カリビアンコム）
- カノジョの姉とヤッちゃった件Vol.2（2月6日、一本道）
- 気になるノーブラ女（4月24日、一本道）
- 洗練された大人のいやし亭 ～たっぷりHカップをお楽しみください～（7月10日、カリビアンコム）
- おっパブ嬢とハッスルタイム 折原ほのか（8月6日、一本道）
- エロ巨乳美女をがっつりハメまくる！（8月14日、HEYZO）
- いい大人の預かり所 ～センセイのお胸が柔らかすぎてチュパチュパ吸いまくりSEX～（9月4日、カリビアンコム）
- 男の夢！ウハウハ逆3P！！Vol.7（10月26日、HEYZO）
- 私のセックスを見てください！い～っぱい顔面射精してください！ ～折原ほのか流セックス遊戯～（12月26日、カリビアンコム）

2022年
- 巨乳が自慢のオレの嫁が社長とヤッていました（1月8日、HEYZO）
- かり美びあんず ～濃厚なベロチュウを楽しむタチとネコ～（1月17日、カリビアンコム）
- 折原ほのかのパイでズッてあげる！（2月10日、HEYZO）
- 痴漢電車 ～一度ヤラれたら痴漢OKに目覚めたスレンダー巨乳OL～（2月26日、カリビアンコム）
- M痴女 折原ほのか（3月19日、一本道）
- えっちなお姉さんにズブズブ挿れちゃいました！Vol.3（3月26日、HEYZO）
- 本当にあったヤバい話 ～教頭先生からエッチな告白～（5月4日、一本道）
- 女優魂 ～聞いてないよぉ、からの３人まとめてお相手いたします～（5月14日、カリビアンコム）
- 性欲が満たされない人妻と隣人の禁断関係（9月1日、一本道）
- 女熱大陸 File.088（10月14日、カリビアンコム）
- 最高すぎるオレの愛人～おしゃぶり上手な巨乳淫女～（11月8日、HEYZO）
- 騎乗位タイムトライアル！折原ほのか（11月29日、一本道）
- あざといオッパイで何が悪いの？ ～彼女持ちの先輩をHカップでNTR～（12月16日、カリビアンコム）

2023年
- グラマラス 折原ほのか（2月16日、一本道）
- この女、ふしだら。～折原ほのかの場合～（3月31日、カリビアンコム）
- 折原ほのかの尻でイケ！ - 折原ほのか（4月13日、HEYZO）
- One more time, One more fuck ～撮影直後でも余裕な折原ほのかにもうひとハメお願いしてみた～（7月25日、カリビアンコム）
- セクシー女優エンサイクロペディア ～私たちの身体を隅々まで見て下さい5～（9月6日、カリビアンコム）
- 恍惚 ～ひとたび挿入されたら離れられない～（9月26日、カリビアンコム）

2025年
- 立ちバック選手権 折原ほのか（5月15日、一本道）
- 大好きな挿入とおしゃぶりを繰り返す欲しがり女子9（5月31日、カリビアンコム）

#### イメージDVD
- 胸キュン プールサイド（2016年1月23日、INTEC Inc）

### 「萩原果歩」名義

#### アダルトDVD【無修正】
2016年
- 鬼逝き! - 萩原果歩（4月8日、東京熱）
- 凌辱！爆乳嬲寸止詐欺姦（5月6日、東京熱）
- W姦 萩原果歩 / 葉月絢音（7月29日、東京熱）

2017年
- 餌食牝 -- 萩原果歩（1月5日、東京熱）

2018年
- 東熱激情 浴場綺麗なお姉さん特集　Part.2 （5月22日、東京熱）

### 「早乙女和華」名義

#### アダルトDVD【修正】
2017年
- ラグジュTV 838 早乙女和華 27歳 紅茶ソムリエ (11月11日、ラグジュTV)

### 「神無月 れな」名義

#### アダルトDVD【修正】
2020年
- 【VR】7つのパイズリであなたをイカせる！！ おっぱい堪能爆乳専門デリヘル (2月29日、ケイ・エム・プロデュース)
- 【VR】謝罪に来た美人人妻に土下座をさせてエロイ事を強要し生ハメ中出し謝罪SEX！ (3月21日、ケイ・エム・プロデュース)
- 待ちに待った！強烈にイイ女！神秘の肉体！洗練されたエロさ (5月15日、肉盛)

2021年
- ぶっかけ爆乳ドスケベ乳輪秘書は社員を誘惑する淫乱痴女 (1月25日、WEEKENDER)
- お風呂上がりのGcupスレンダ―巨乳のフェロモンお姉さんに誘惑されて最後は大量顔射！！ (5月19日、ディレクターズ)